# Inge Valen
Inge Magnar Valen (Stavanger, 9 gennaio 1951) è un ex calciatore norvegese, di ruolo centrocampista.

## Carriera

### Club
Valen vestì la maglia del Viking dal 1972 al 1980. Giocò qualche altro sporadico match per il club nel 1982 e nel 1985. In questo periodo, vinse cinque campionati (1972, 1973, 1974, 1975 e 1979) e una Norgesmesterskapet (1979).

### Nazionale
Conta 2 presenze per la Norvegia. Esordì l'8 agosto 1974, nella sconfitta per 2-1 contro la Svezia.

## Palmarès

### Club

#### Competizioni nazionali
- Campionato norvegese: 5

Viking: 1972, 1973, 1974, 1975, 1979,
- Coppa di Norvegia: 1

Viking: 1979